# Galerie-muzeum jantaru v Nidě
Galerie-muzeum jantaru, litevsky Gintaro galerija-muziejus „Kurėnas“ nebo Gintaro galerija-muziejus, je muzeum a galerie zaměřená na historii, zpracování a umělecké výrobky z jantaru. Nachází se v Nidě, ve městě/okrese Neringa na Kuršské kose v Klaipėdském kraji v Litvě.

## Historie a popis
Galerie-muzeum jantaru vzniklo v roce 1993 ve starém rybářském domě. Je zaměřené na historii baltského jantaru a okrajově i na jiný jantar, jeho vznik, geomorfologii, barvu a inkluze a přístroje a nástroje určené ke zpracování jantaru. Největší jantarový kus zde váží téměř 2 kilogramy. Muzeum ukazuje působivou sbírku inkluzí, především hmyzu, rostlin, peří v jantaru. Také je zde představován Juodkrantėův poklad. Návštěvníci mohou ochutnat "Jantarový nápoj" a naučit se jej vyrábět nebo si také jantarové výrobky zakoupit. Je zde vystavováno současné i pravěké jantarové umění. Muzeum má také exteriérovou část s lodí a expozicemi. Také se zde nepravidelně konají společenské a doprovodné akce prezentace výrobků z jantaru, umělců a výuka výroby jantarových šperků.

## Galerie

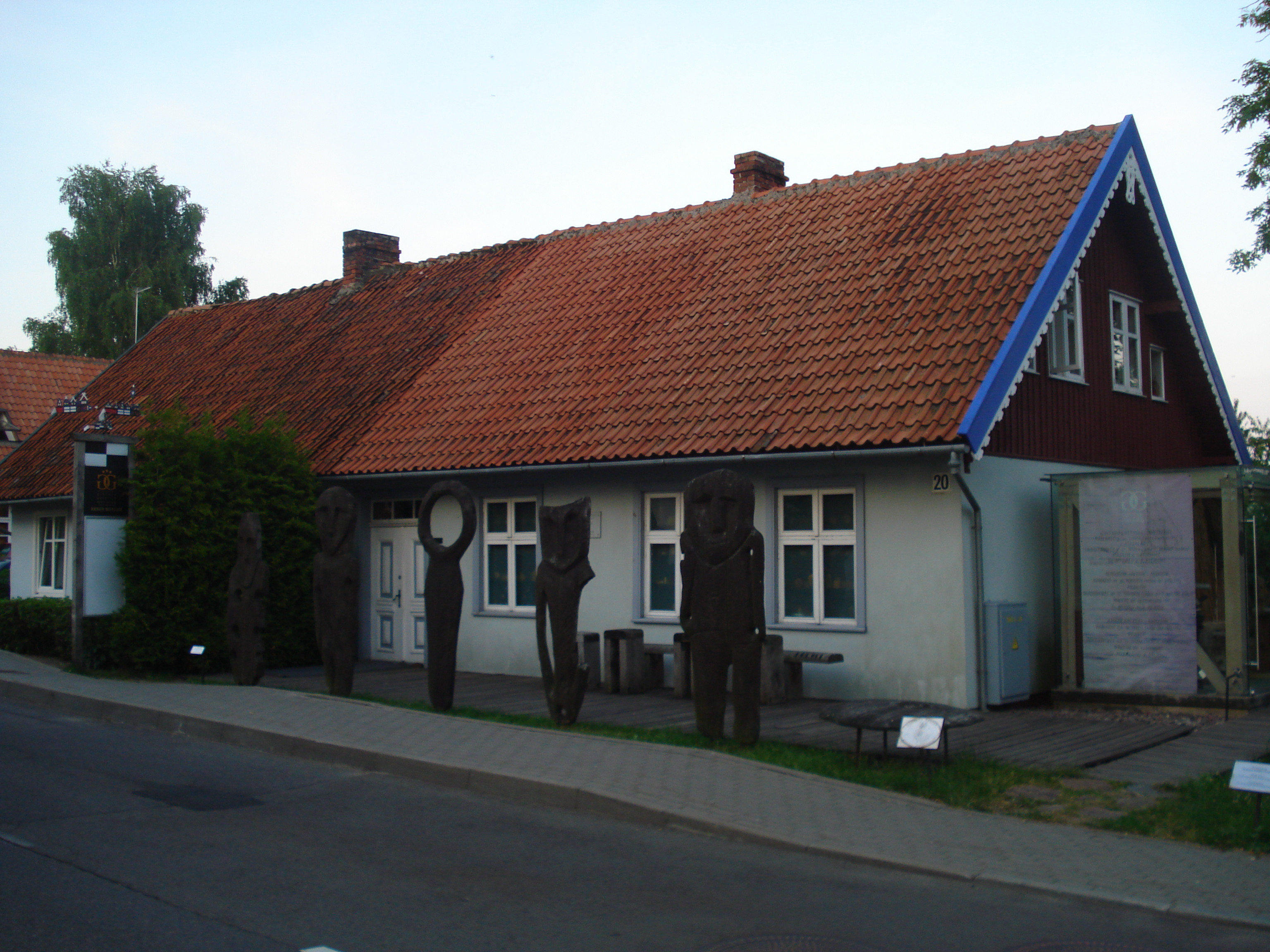
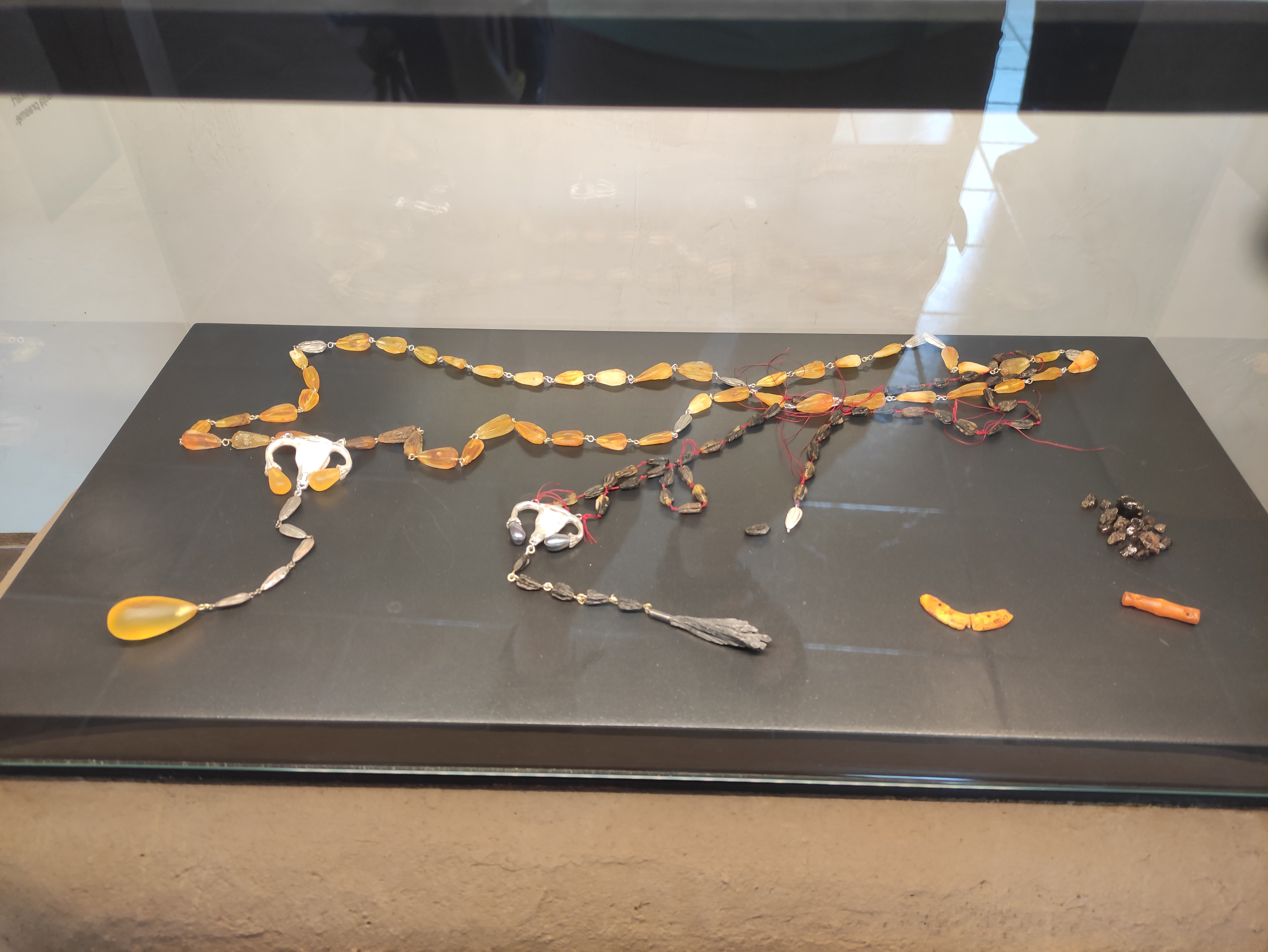
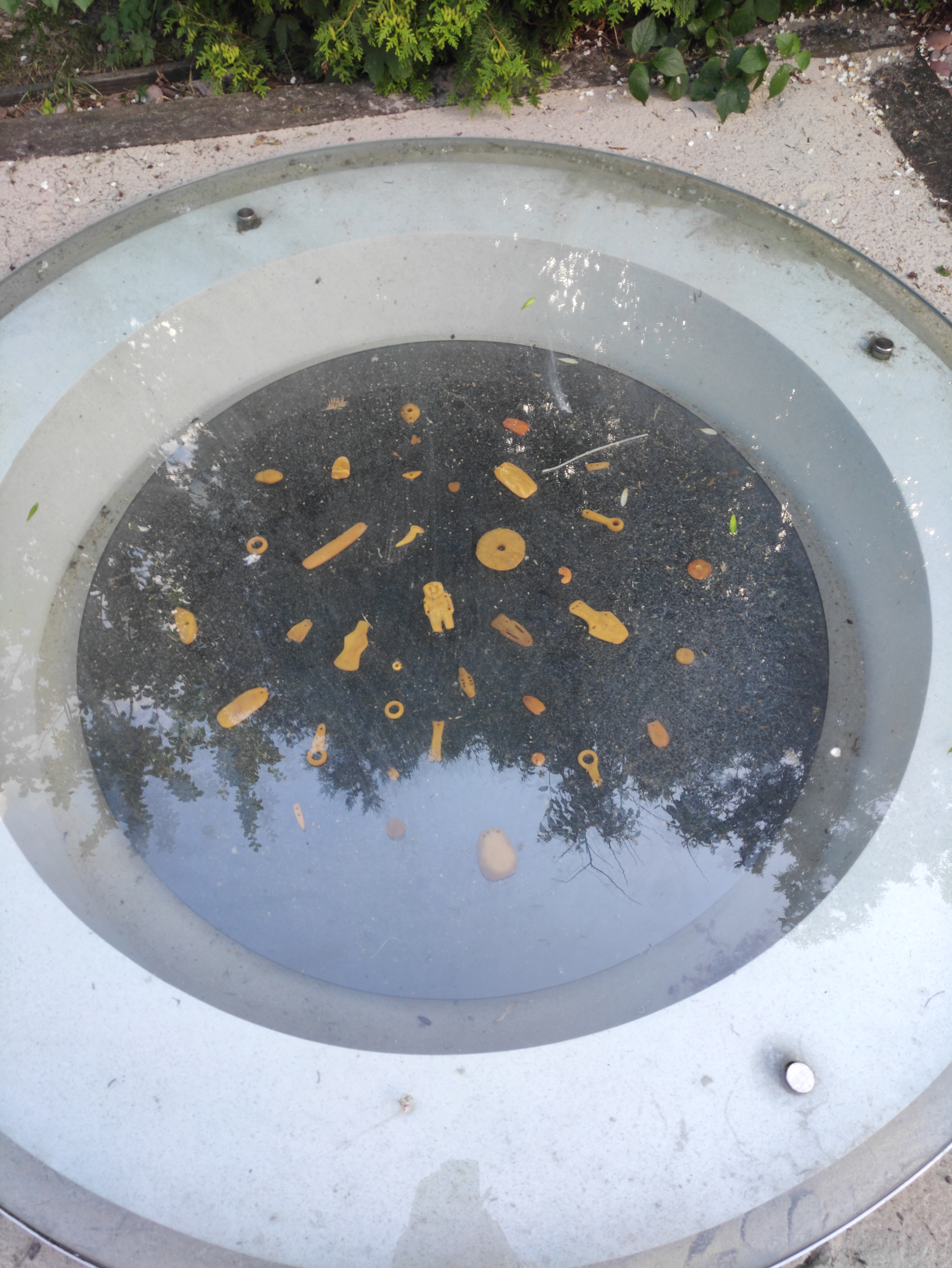
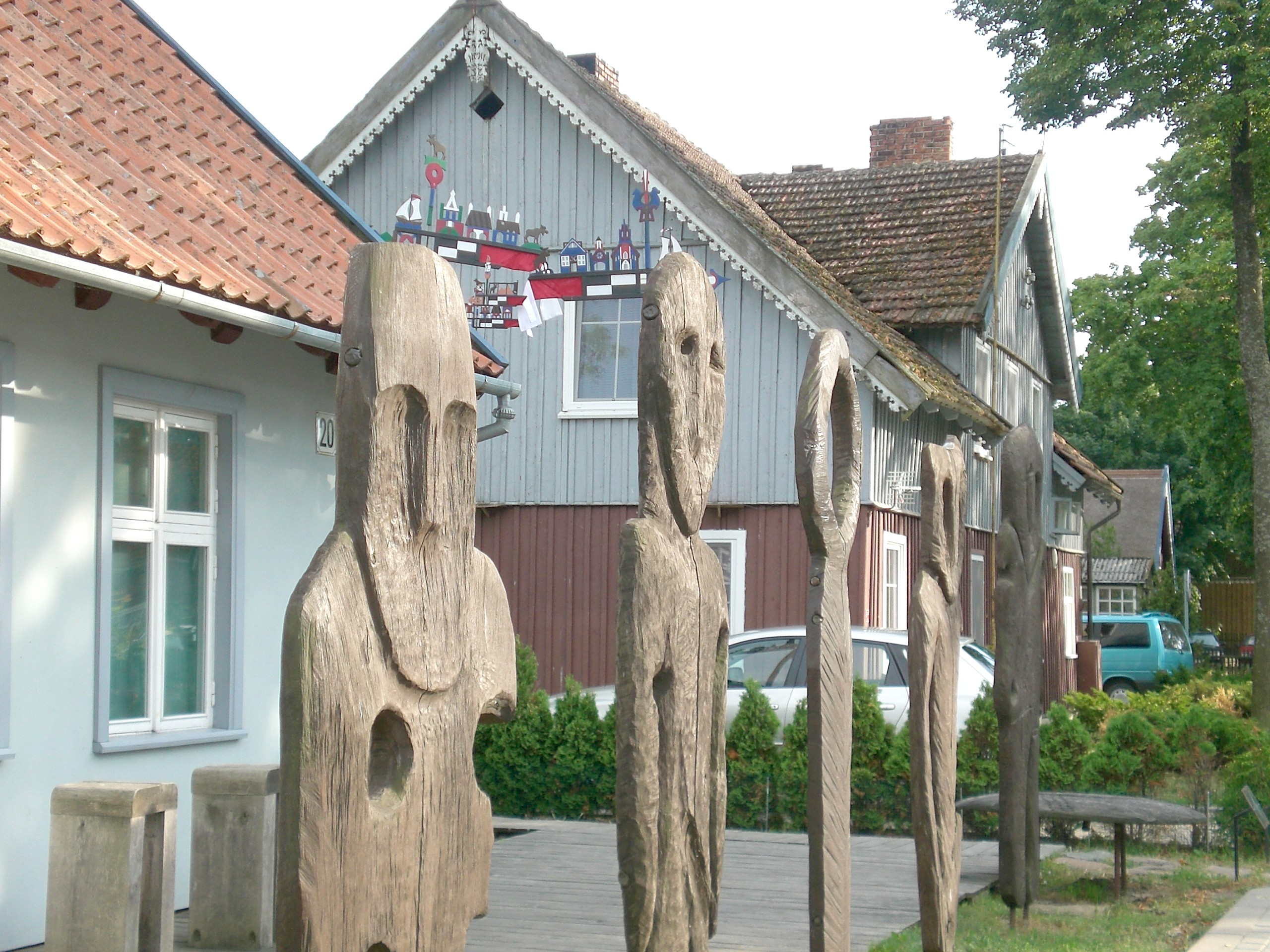
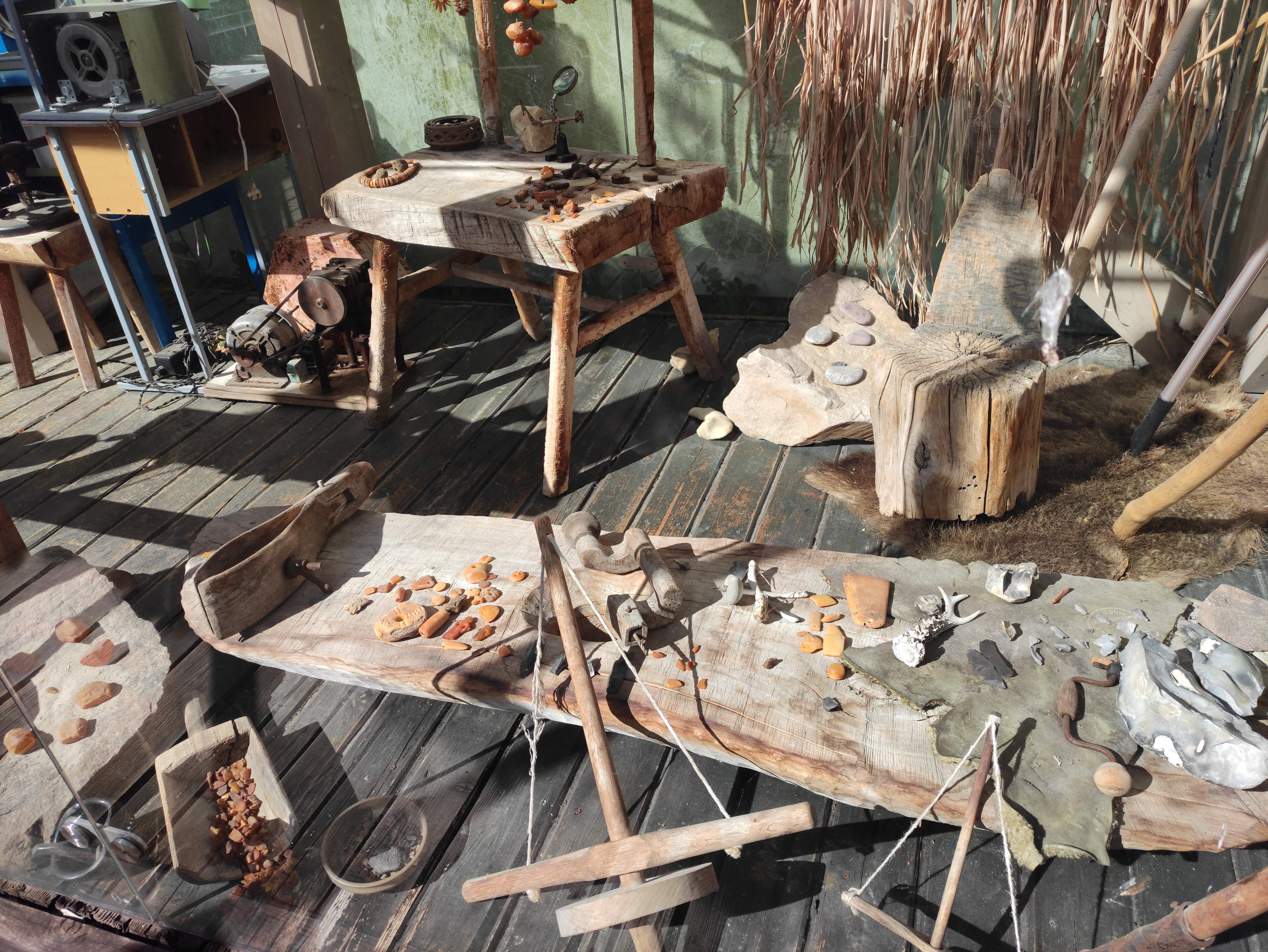

## Další informace
Budova se nacgází na tzv. Jantarové naučné stezce, která začíná u pobřeží. Vstup do budovy není zpoplatněn.